# ماریانو پاون
ماریانو پاون (اسپانیایی: Mariano Pavone‎؛ زادهٔ ۲۷ مهٔ ۱۹۸۲) بازیکن فوتبال اهل آرژانتین است.

## باشگاهی
از باشگاه‌هایی که در آن بازی کرده‌است می‌توان به باشگاه فوتبال لانوس، باشگاه فوتبال ریور پلاته، باشگاه فوتبال کروز آزول، باشگاه فوتبال استودیانتس، باشگاه فوتبال رئال بتیس، باشگاه فوتبال بوکا جونیورز، باشگاه فوتبال کولو-کولو، باشگاه فوتبال ولز سارسفیلد اشاره کرد.

## تیم ملی
وی همچنین در تیم ملی فوتبال آرژانتین بازی کرده‌است.